# 紀元前768年
紀元前768年（きげんぜん768ねん）は、西暦による年。

## 他の紀年法
- 干支 : 癸酉
- 中国
  - 周 - 平王3年
  - 魯 - 恵公元年
  - 斉 - 荘公贖27年
  - 晋 - 文侯13年
  - 秦 - 襄公10年
  - 楚 - 若敖23年
  - 宋 - 戴公32年
  - 衛 - 武公45年
  - 陳 - 平公10年
  - 蔡 - 釐侯42年
  - 曹 - 恵伯28年
  - 鄭 - 武公3年
  - 燕 - 頃侯23年
- 朝鮮
  - 檀紀1566年
- ユダヤ暦 : 2993年 - 2994年